# Пирамида (пасьянс)
Пасьянс «Пирамида» — карточная игра, целью которой в идеале является попарное перенесение всех карт из так называемой «пирамиды» в отдельную колоду. В пасьянс играют со стандартной колодой в 52 карты.

## История
Первое упоминание разновидности данного пасьянса — гробница Тутанхамона, датируется 1990 годом, именно тогда он вошел в набор стандартных игр системы Microsoft.
В целом точная история пасьянса неизвестна.

## Правила
Стандартный пасьянс включает в себя 28 (21) карточную раскладку самой «пирамиды» и 24 (26) оставшихся карт в стопке.
Для того чтобы разложить «пирамиду» потребуется из колоды в 52 карты вытащить одну случайную карту и положить её лицом вверх, далее нужно вытащить второю случайную карту и положить её, так чтобы она закрывала первую карту, рядом с ней положить третью карту лицом вверх, потом нужно разложить следующий третий ряд состоящий из трех карт, четвёртый из четырёх карт и т. д. до шестого из шести карт (седьмого из семи карт). Оставшиеся карты складываются в отдельную стопку.
Попарное удаление карт из «пирамиды» осуществляется только если сумма пары равна — 13. Номинал карт до 10 равен их значению, а номинал валета равен — 11, дамы — 12, короля — 13, туз — 1. Король удаляется без пары. Таким образом дама убирается с тузом, валет с 2 и так далее.
Если в пирамида заканчиваются пары карт в доступной части фундамента, которых можно убрать, следует сверять карты с отложенной стопки карт.
Игра считается выиграной при удалении всех карт с фундамента «пирамиды».

## Значение
Пасьянс входит в набор стандартных игр системы Microsoft и в целом популярен.